# Pyroneura margherita
Pyroneura margherita is een vlinder uit de familie van de dikkopjes (Hesperiidae). De wetenschappelijke naam van de soort is voor het eerst geldig gepubliceerd in 1889 door Doherty.